# Actinodaphne perlucida
Actinodaphne perlucida är en lagerväxtart som beskrevs av C. K. Allen. Actinodaphne perlucida ingår i släktet Actinodaphne och familjen lagerväxter. Inga underarter finns listade i Catalogue of Life.